# Love and Monsters (film)
Love and Monsters este un film științifico-fantastic regizat de Michael Matthews[*] după un scenariu de Matthew Robinson[*]. În rolurile principale au interpretat actorii Dylan O'Brien, Michael Rooker, și Jessica Henwick.
A fost produs de studiourile 21 Laps Entertainment[*] și a avut premiera la 16 octombrie 2020, fiind distribuit de Paramount Pictures. Coloana sonoră este compusă de Marco Beltrami[*]. Cheltuielile de producție s-au ridicat la 30.000.000 $ și a avut încasări de 1.100.000 $.

## Distribuție
Au interpretat actorii:
- Dylan O'Brien - Joel Dawson
- Jessica Henwick - Aimee, iubita lui Joel înainte de apocalipsă
- Michael Rooker - Clyde Dutton, un expert în supraviețuire
- Dan Ewing - Cap
- Ariana Greenblatt - Minnow
- Ellen Hollman - Dana
- Tre Hale - Rocko
- Pacharo Mzembe - Ray
- Senie Priti - Karen
- Amali Golden - Ava
- Melanie Zanetti - Mav1s
- Donnie Baxter - Parker
- Andrew Buchanan - Mr Dawson